# Kanton Saillans
Saillans is een voormalig kanton van het Franse departement Drôme. Het kanton maakte deel uit van het arrondissement Die. Het werd opgeheven bij decreet van 20 februari 2014 met uitwerking op 22 maart 2015. Alle gemeenten zijn opgenomen in het nieuwe kanton Le Diois.

## Gemeenten
Het kanton Saillans omvatte de volgende gemeenten:
- Aubenasson
- Aurel
- Chastel-Arnaud
- La Chaudière
- Espenel
- Eygluy-Escoulin
- Rimon-et-Savel
- Saillans (hoofdplaats)
- Saint-Benoit-en-Diois
- Saint-Sauveur-en-Diois
- Vercheny
- Véronne